# Glittering Prize 81/92
| Recensione       | Giudizio |
| ---------------- | -------- |
| AllMusic         | [ 8 ]    |
| CMJ              | medio    |
| Martin C. Strong | 9/10     |
| Q                | medio    |

Glittering Prize 81/92 è una raccolta del gruppo musicale britannico Simple Minds, pubblicata nel 1992 dalla Virgin Records.

## Il disco
Pubblicata alla fine del 1992, copre il periodo da Sons and Fascination/Sister Feelings Call (il primo album registrato per la Virgin Records) a Real Life.
L'album omette il primo periodo della carriera discografica dei Simple Minds, che ha prodotto tre album pubblicati su Arista (che appaiono nella prima raccolta Celebration del 1982).
Questa seconda compilation contiene la versione in studio di Don't You (Forget About Me), che compare per la prima volta su un album dei Simple Minds fin dall'uscita nel 1985, così come i remix di Someone, Somewhere in Summertime e le versioni accorciate di Alive and Kicking, Sanctify Yourself, Love Song e Let There Be Love.
È stato un grande successo in Australia, Regno Unito e Nuova Zelanda, tre paesi in cui ha raggiunto il 1º posto (a volte per settimane).
Da annotare che l'edizione statunitense è differente dalle edizioni europee e canadesi per quanto riguarda la scelta e l'ordine delle canzoni. In effetti, è da notare che i Simple Minds hanno conosciuto molto presto un certo successo in Canada, dove i loro primi album rapidamente hanno raggiunto la top 20 (come Sparkle in the Rain), mentre i vicini Stati Uniti hanno atteso fino al 1985 per scoprire veramente la formazione scozzese, grazie al titolo - classificatosi al nº 1 - Don't You (Forget About Me); questo è il motivo per cui il contenuto di questa raccolta è simile per l'Europa e il Canada, il gruppo aveva avuto un percorso simile, mentre differisce da quello proposto sul mercato statunitense (specialmente nei titoli minori inclusi).
Al momento dell'uscita, il disco è stato promosso dal singolo doppio lato A Love Song/Alive and Kicking, dove Love Song compare in forma remixata. Entrambe le canzoni Love Song (del 1981) e Alive and Kicking (del 1985) appaiono sull'album nell'originale versione in 7". Questo singolo è stato un vero successo nel Regno Unito, raggiungendo il 6º posto.
È stata distribuita contemporaneamente un'omonima video raccolta, con i video promozionali degli ultimi due album di allora e le versioni dal vivo dei successi.

## Tracce
Testi e musiche dei Simple Minds, tranne ove indicato.

### Europa e Canada
1. Waterfront - 4:49
2. Don't You (Forget About Me) (Single Version) - 4:20 (Forsey, Chiff)
3. Alive and Kicking (Single Version) - 4:45
4. Sanctify Yourself (Single Version) - 3:55
5. Love Song (Single Edit) - 3:54
6. Someone, Somewhere in Summertime - 4:37
7. See the Lights - 4:22 (Kerr, Burchill)
8. Belfast Child - 6:40 (testi: Simple Minds - musica: trad.)
9. The American (Single Edit) - 3:32
10. All the Things She Said - 4:16
11. Promised You a Miracle (Single Edit) - 3:59
12. Ghostdancing - 4:46
13. Speed Your Love to Me - 4:25
14. Glittering Prize (Single Edit) - 3:58
15. Let There Be Love (Single Version) - 4:44 (Kerr, Burchill)
16. Mandela Day - 5:40

## Classifiche

### Classifiche settimanali
| Classifica (1992) | Posizione massima |
| ----------------- | ----------------- |
| Australia         | 1                 |
| Austria           | 29                |
| Canada            | 37                |
| Francia           | 2                 |
| Germania          | 10                |
| Italia            | 14                |
| Nuova Zelanda     | 1                 |
| Paesi Bassi       | 7                 |
| Regno Unito       | 1                 |
| Svezia            | 17                |
| Svizzera          | 14                |

### Classifiche di fine anno
| Classifica (1992) | Posizione |
| ----------------- | --------- |
| Australia         | 32        |
| Italia            | 58        |
| Nuova Zelanda     | 22        |
| Regno Unito       | 5         |